# قارچ‌شناسی پزشکی: قارچ‌ها و اکتینومیست‌های بیماری‌زا
قارچ‌شناسی پزشکی کتابی از شهلا شادزی است که در سال ۱۳۶۳ منتشر و در مراسم کتاب سال جمهوری اسلامی ایران به‌عنوان کتاب برگزیده معرفی شد.